# Torrent (Communauté valencienne)
Pour les articles homonymes, voir Torrent et Torrente.
Torrent, en valencien et officiellement, (Torrente en castillan), est une commune d'Espagne de la province de Valence dans la Communauté valencienne. Elle est située dans la comarque de l'Horta Oest et dans la zone à prédominance linguistique valencienne. Avec ses 80 000 habitants, il s'agit de la troisième ville la plus peuplée de la Province de Valence, et la huitième la plus peuplée de la Communauté valencienne. Elle forme avec d'autres communes de la comarque la Mancomunitat Intermunicipal de l'Horta Sud, qui a son siège à Torrent.

## Géographie

Localisation de Torrent
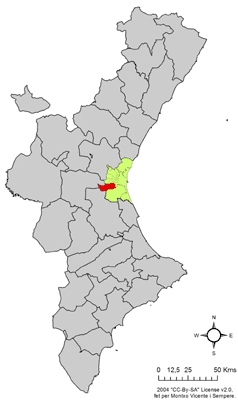
dans la Communauté valencienne.
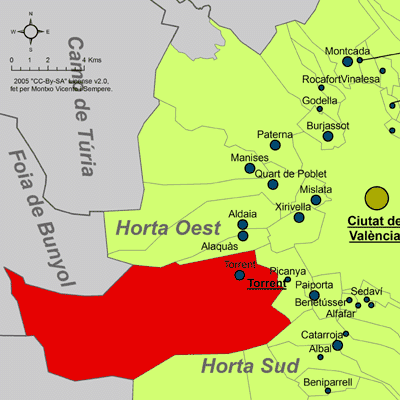
dans la comarque de l'Horta Oest.

Torrent fait partie de la comarque historique de l'Horta de Valence.

### Localités limitrophes
Le territoire municipal de Torrent est voisin de celui des communes suivantes :
Aldaia, Alaquàs, Picanya, Catarroja, Alcàsser, Picassent, Montserrat, Godelleta et Chiva, toutes situées dans la province de Valence.

### Accès
La ville de Torrent est desservie par les lignes 1 et 5 du Métro de Valence.

## Démographie
Grâce à son intégration dans l'aire métropolitaine de Valence, principalement comme ville-dortoir, Torrent a connu une forte croissance démographique depuis les années 1950.
| 6.092 | 8.561 | 9.490 | 9.952 | 10.443 | 13.586 | 15.974 | 24.042 | 39.724 | 51.361 | 56.191 | 56.564 | 65.538 | 74.616 |

## Politique et administration
La ville de Torrent comptait 85 142 habitants aux élections municipales du 28 mai 2023. Son conseil municipal (en espagnol : Pleno del Ayuntamiento) se compose donc de 25 élus.
Faisant partie de la banlieue rouge de Valence, la municipalité a été dirigée par le Parti socialiste pendant la plupart des mandats depuis 1979.

### Maires
| Mandat    | Maire | Maire                                         | Parti | Majorité |
| --------- | ----- | --------------------------------------------- | ----- | -------- |
| 1979-1983 |       | Manuel Puchades Rafael Marín Martínez (1980)  | PSOE  | 9 / 21   |
| 1983-1987 |       | Rafael Marín Martínez                         | PSOE  | 15 / 25  |
| 1987-1991 |       | Jesús Ros Piles (es)                          | PSOE  | 13 / 25  |
| 1991-1995 |       | Jesús Ros Piles (es)                          | PSOE  | 16 / 25  |
| 1995-1999 |       | Jesús Ros Piles (es)                          | PSOE  | 11 / 25  |
| 1999-2003 |       | Jesús Ros Piles (es)                          | PSOE  | 13 / 25  |
| 2003-2007 |       | Jesús Ros Piles (es) Josep Bresó Olaso (2004) | PSOE  | 15 / 25  |
| 2007-2011 |       | María José Català                             | PP    | 13 / 25  |
| 2011-2015 |       | María José Català Amparo Folgado (es) (2012)  | PP    | 14 / 25  |
| 2015-2019 |       | Jesús Ros Piles (es)                          | PSOE  | 9 / 25   |
| 2019-2023 |       | Jesús Ros Piles (es)                          | PSOE  | 11 / 25  |
| 2023-2027 |       | Amparo Folgado (es)                           | PP    | 9 / 25   |

## Personnalités liées à la commune
- Antoñita Peñuela, chanteuse.
- Anabel Medina, tennisman.
- Pedro López Muñoz, footballeur.
- Manuel "Champi" Herreros, motocycliste.
- Javier Garrido Ramírez, footballeur.
- Vicente Guaita, footballeur.
- Paco Alcácer, footballeur.

## Jumelages
- Benalup-Casas Viejas, Espagne
- Gharb, Malte
- Zebbug, Malte

### Sources
- (es) Cet article est partiellement ou en totalité issu de l’article de Wikipédia en espagnol intitulé « Torrente (Valencia) » (voir la liste des auteurs).
- (es) Varaciones de los municipios de España desde 1842, Ministerio de administraciones públicas, octobre 2008, 364 p. (lire en ligne) [PDF]